# Klein Schwechten
Klein Schwechten ist ein Ortsteil der Gemeinde Rochau im Landkreis Stendal in Sachsen-Anhalt.

## Geographie
Klein Schwechten, ein Straßendorf mit Kirche, liegt 11 Kilometer nördlich der Kreisstadt Stendal in der Altmark. Das Dorf wird vom Graben Klein Schwechten entwässert, der nach Osten in die Uchte fließt.
Nachbarorte sind Häsewig im Westen, Ziegenhagen im Nordwesten, Petersmark im Norden, Möllendorf und Goldbeck im Nordosten, Eichstedt (Altmark) und Groß Schwechten im Süden.

## Geschichte

### Mittelalter bis Neuzeit
Die erste urkundliche Erwähnung vom Schwechten stammt aus dem Jahr 1200 als et ecclesiam in Suechten in einer Urkunde über die Gründung und Ausstattung der Kirche des Klosters Krevese, ausgestellt von Bischof Gardolf von Halberstadt (1193 – 21. September 1201). Das Nachbardorf Groß Schwechten wurde 1209 erstmals als Grotinswachten erwähnt, daher muss es auch ein Klein Schwechten zu diesem Zeitpunkt gegeben haben.
Klein Schwechten selbst wurde im Jahre 1358 als in deme dorpe tu lutken swechten zuerst genannt.
Im Landbuch der Mark Brandenburg von 1375 wird das Dorf als Lutke Swechten aufgeführt. Die Pincerna, die späteren Schenck von Lützendorf waren mit dem Dorf belehnt. Im Jahre 1686 war das Dorf der Rittersitz der Erben von Bülow mit einer Windmühle. Weitere Nennungen sind 1687 Lütken Schwechten und 1804 Dorf und Gut Klein-Schwechten.

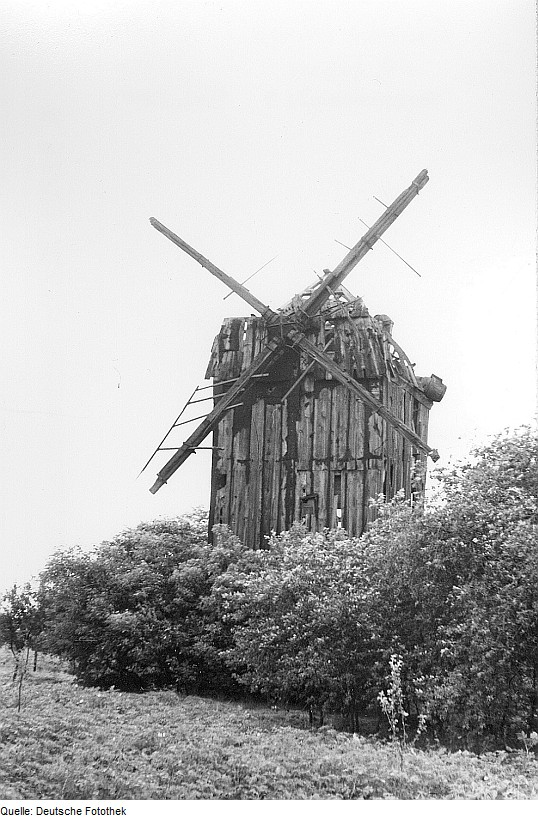
Windmühle Klein Schwechten 1974

### Landwirtschaft
Bei der Bodenreform wurden 1945 ermittelt: zwei Besitzungen über 100 Hektar hatten zusammen 294 Hektar, 70 Besitzungen unter 100 Hektar zusammen 695 Hektar, eine Kichenbesitzung hatte 45 Hektar. Enteignet wurden 293 Hektar, davon wurden 287 auf 34 Siedler aufgeteilt. Im Jahre 1953 entstand die erste Landwirtschaftliche Produktionsgenossenschaft vom Typ III, die LPG „Rotes Banner“.

### Eingemeindungen
Ursprünglich gehörten Dorf und Gut Klein Schwechten zum Stendalischen Kreis der Mark Brandenburg in der Altmark. Zwischen 1807 und 1813 lagen beide im Kanton Schinne auf dem Territorium des napoleonischen Königreichs Westphalen. Nach weiteren Änderungen gehörten sie zum Kreis Stendal, dem späteren Landkreis Stendal.
Am 1. April 1926 wurde der Gutsbezirk Klein Schwechten in die Landgemeinde Klein Schwechten eingemeindet. Am 25. Juli 1952 wurde die Gemeinde Klein Schwechten in den Kreis Osterburg umgegliedert. Nach dessen Auflösung kam sie am 1. Juli 1994 wieder zum Landkreis Stendal. Am 1. Januar 1974 wurde die Gemeinde Häsewig mit ihrem Ortsteil Ziegenhagen in die Gemeinde Klein Schwechten eingemeindet.
Im Zuge der kommunalen Neuordnung Sachsen-Anhalts wurde Klein Schwechten per Gesetz zum 1. Januar 2011 in die Gemeinde Rochau eingemeindet. Seit dem 1. Januar 2011 gehören damit die Ortsteile Klein Schwechten, Häsewig und Ziegenhagen zur Gemeinde Rochau.
Gegen die Gemeindegebietsreform und damit die Eingemeindung nach Rochau in die Verbandsgemeinde Arneburg-Goldbeck hatte Klein Schwechten genauso wie Schwarzholz erfolglos geklagt.

### Einwohnerentwicklung

#### Dorf, Gut, Gemeinde
| Jahr | 1734 | 1772 | 1790 | 1798 | 1801 | 1818 | 1840 | 1864 | 1871 | 1885 | 1892 | 1895 | 1900 | 1905 |
| Dorf | 215  | 249  | 185  | 232  | 280  | 285  | 340  | 391  | 372  | 383  | 415  | 371  | 371  | 353  |
| Gut  |      |      | 053  | 061  |      |      |      |      | 036  | 028  |      | 021  |      | 07   |

| Jahr     | 1925 | 1939 | 1946 | 1964 | 1971 | 1981 | 1990 | 1993 | 1995 | 1998 | 2000 | 2002 | 2004 | 2006 | 2008 | 2010 |
| Gemeinde | 384  | 379  | 671  | 449  | 449  | 530  | 485  | 477  | 551  | 578  | 571  | 568  | 554  | 535  | 507  | 463  |

Quelle, wenn nicht angegeben, bis 1981 bis 2010

#### Ortsteil
| Jahr | Einwohner |
| ---- | --------- |
| 2014 | [00]345   |
| 2015 | [00]342   |
| 2017 | [00]351   |
| 2018 | [00]342   |

| Jahr | Einwohner |
| ---- | --------- |
| 2020 | [00]334   |
| 2021 | [00]340   |
| 2022 | [0]330    |
| 2023 | [0]329    |

## Religion

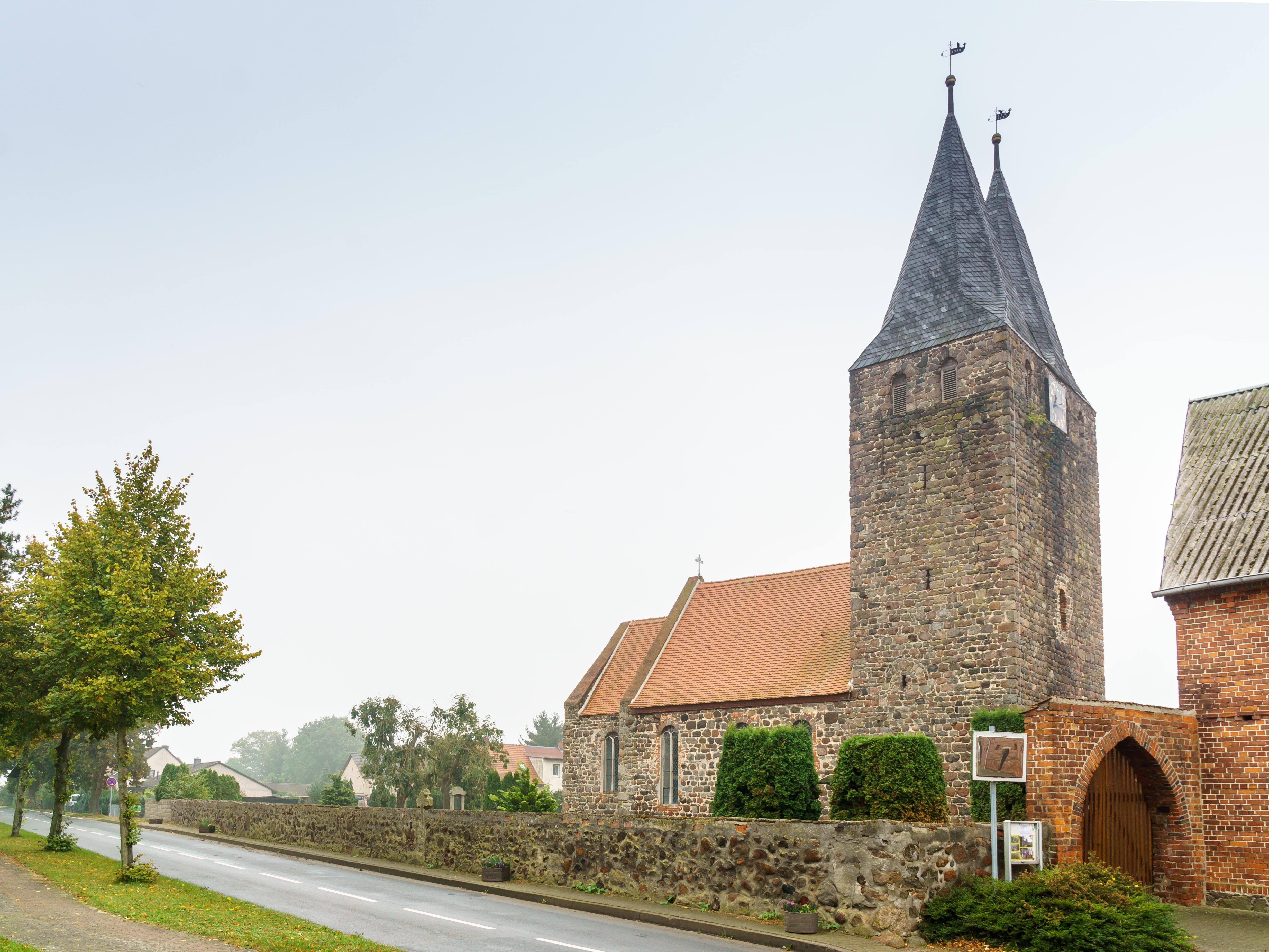
Evangelische Dorfkirche Klein Schwechten

Die evangelische Kirchengemeinde Klein Schwechten gehörte früher zur Pfarrei Klein Schwechten. Seit 2007 gehört sie zum Kirchspiel Klein Schwechten. Sie wird heute betreut vom Pfarrbereich Klein Schwechten im Kirchenkreis Stendal im Bischofssprengel Magdeburg der Evangelischen Kirche in Mitteldeutschland.
Die ältesten überlieferten Kirchenbücher für Klein Schwechten stammen aus dem Jahre 1650.
Die katholischen Christen gehören zur Pfarrei St. Anna in Stendal im Dekanat Stendal im Bistum Magdeburg.

## Politik
Im Gemeinderat Rochau wird der Ortsteil Klein Schwechten seit der Gemeinderatswahl am 9. Juni 2024 durch die Wählergemeinschaft Klein Schwechten mit 4 Sitzen vertreten.
Bei der letzten Gemeinderatswahlen vor der Eingemeindung nach Rochau am 14. Juni 2004 hatte es folgende Ergebnisse gegeben:
- CDU 45,6 %
- Wählergemeinschaft Klein Schwechten 41,0 %
- Wählergemeinschaft Sport und Kultur 13,4 %

Letzte Bürgermeisterin vor der Eingemeindung war Gabriele Andert.

## Kultur und Sehenswürdigkeiten

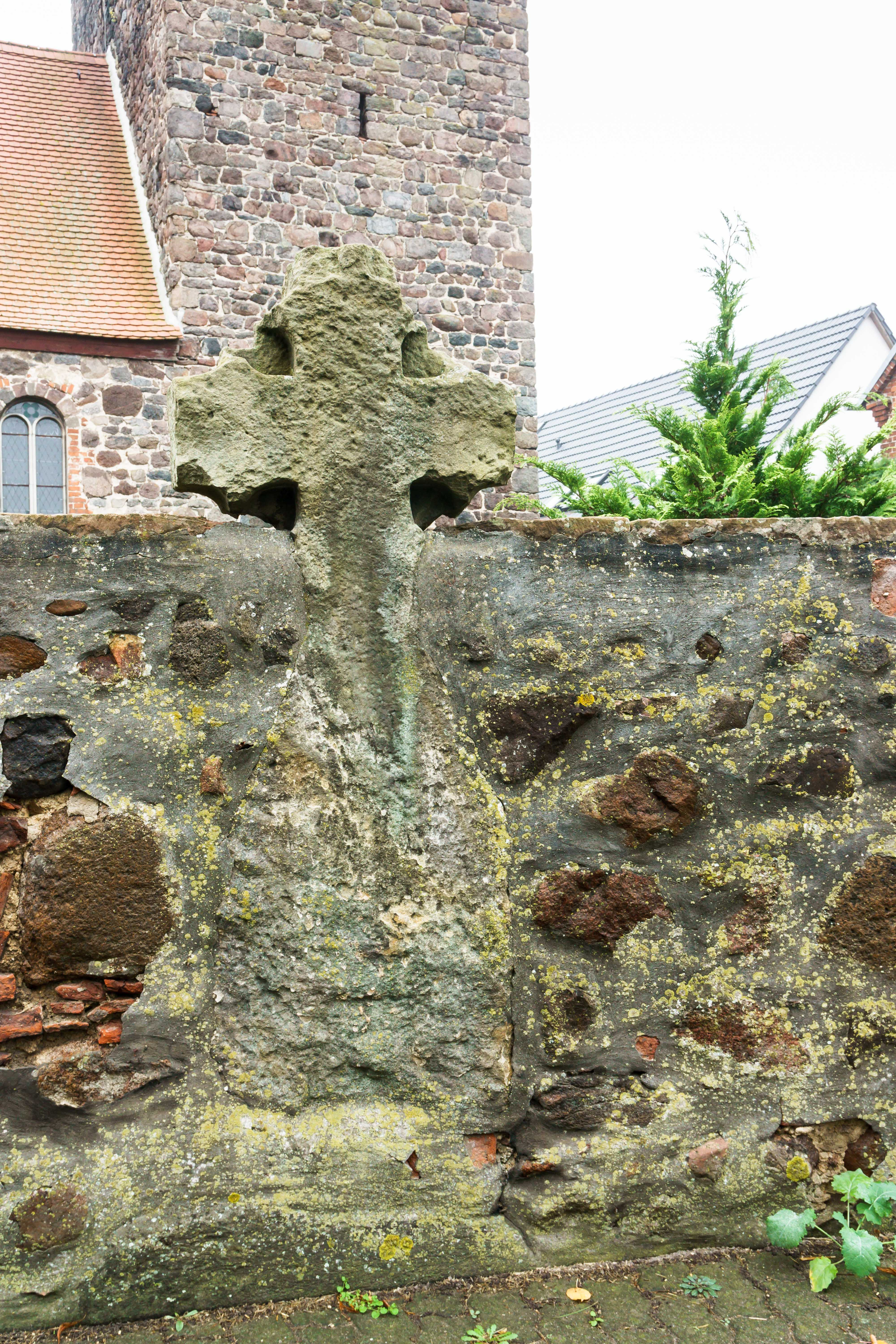
Sühnekreuz in der Friedhofsmauer

- Die evangelische Dorfkirche Klein Schwechten ist eine stattliche spätromanische Feldsteinkirche aus dem späten 12. Jahrhundert.[26]
- Der Ortsfriedhof befindet sich auf dem Kirchhof.
- In die Friedhofsmauer ist ein schönes mittelalterliches Sühnekreuz eingearbeitet.[26]
- Auf dem Friedhof steht ein Denkmal aus Granitblöcken für die Gefallenen des Ersten Weltkrieges.[27]

## Wirtschaft und Infrastruktur
Im Dorf gibt es ein gemeinsam mit der Freiwilligen Feuerwehr genutztes Dorfgemeinschaftshaus und eine Sportstätte, die von drei Sportvereinen genutzt wird. Die Förderverein Feuerwehr Groß Schwechten e. V. unterstützt die Freiwillige Feuerwehr. Der Windpark Klein Schwechten umfasst drei Anlagen mit einer Leistung 1,8 Megawatt. Im Ort betreibt die Agrargenossenschaft eG Klein Schwechten eine Milchviehanlage und eine Biogasanlage.

## Sage – Der Teufel zu Klein Schwechten
Im Altmärkischen Intelligenz- und Leseblatt war 1828 folgende Sage gedruckt wurden, die Alfred Pohlmann 1909 als der „Der Teufel zu Klein Schwechten“ überlieferte.
Auf dem Rittergut des Ernst Ludwig von Bülow zu Klein Schwechten lebte im Jahre 1671 ein Schreiber namens Heinrich Meier. Er hatte sich einer gotteslästerlichen Äußerung schuldig gemacht und musste zum Prozess vor dem Gericht in Stendal, da erschien ihm auf der Landstraße der Teufel, der sich anbot ihn als Anwalt aus der Verlegenheit zu ziehen. Der Schreiber hatte seine Sünde schon bereut und lehnte das Angebot ab und fing an laut zu beten. Als der Teufel die ersten Worte vernahm „verließ er ingrimming den Schreiber und verschwand“.
Hanns H. F. Schmidt erzählt die Sage 1994 unter dem Titel „Heinrich Meier und der Teufel“ etwas anders. Hier fluchte der Schreiber ständig und wurde vom Teufel als unbekannter gut gekleideter Herr mehrfach in der Schreibstube besucht. „Es überkam ihn die Angst vor der Hölle.“ Er betete stundenlang laut und sang fromme Lieder, so dass „es jedermann hörte und Vergnügen dabei empfand“. Der Teufel kam nicht wieder und das Fluchen gab sich, wenn man der Sage traut.

## Persönlichkeiten aus Klein Schwechten
- Wilhelm Rahmsdorf, Soldat und Kriegsheld